# Diözese von Stara Sagora

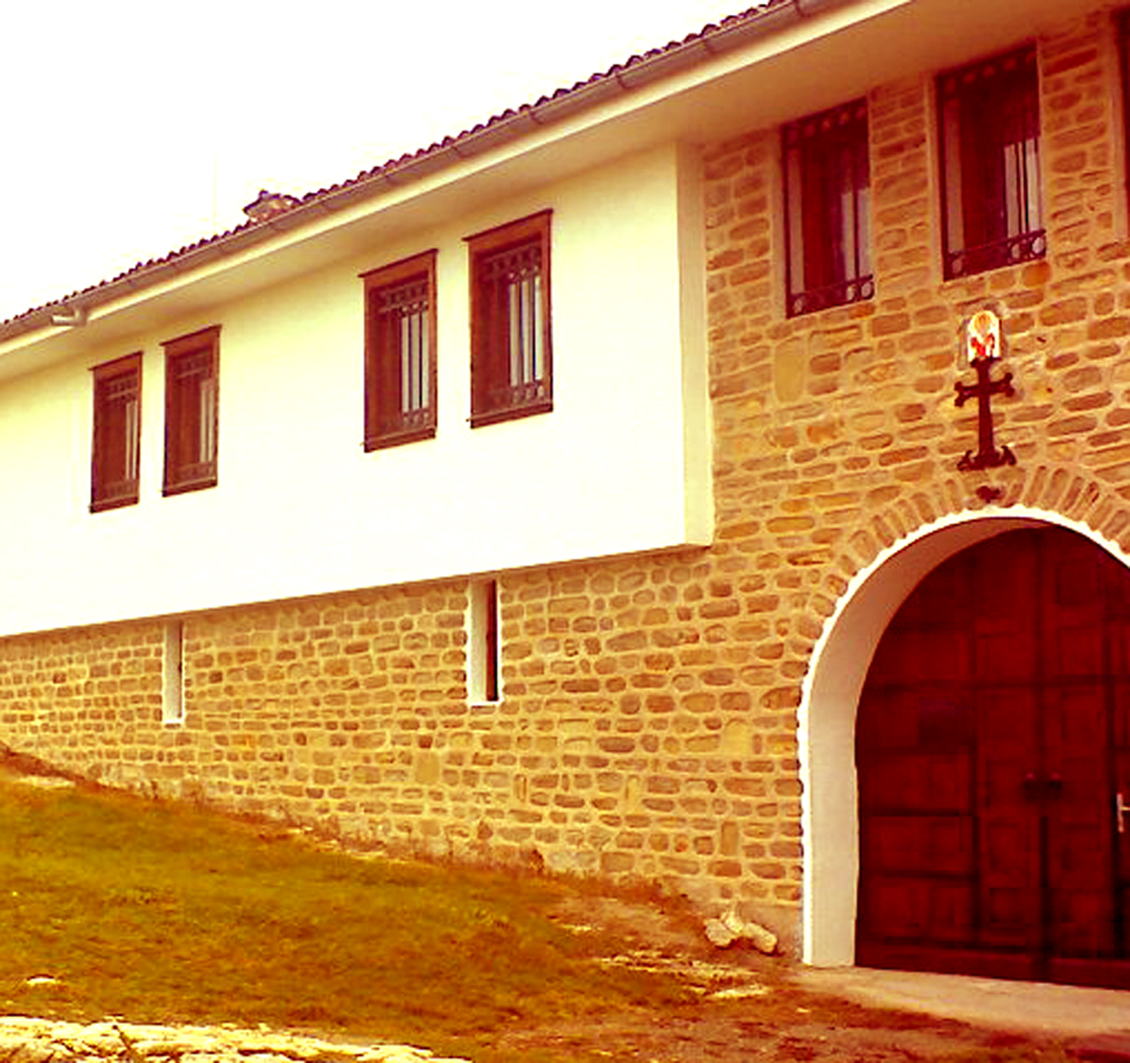
Das Kasanlak Kloster

Die Diözese Stara Sagora (bulgarisch Старозагорска епархия) ist eine Eparchie (Diözese) der Bulgarisch-orthodoxen Kirche mit Sitz in Stara Sagora. Die Diözese Stara Sagora teilt sich heute in sechs Okolii: Stara Sagora, Kasanlak, Nowa Sagora, Swilengrad, Charmanli und Tschirpan.

## Metropoliten
- Metodij von Stara Sagora (1896–1922)
- Pawel von Stara Sagora(1922–1940)
- Kliment von Stara Sagora (1940–1967)
- Pankratij von Stara Sagora (1967–1998)
- Galaktion (2000–2016)
- Kiprian (seit 2016)

## Wichtige Kirchenbauten
- Kloster Tschirpan
- Kloster Maglisch
- Kloster Kasanlak
- Die Hl.-Georg-Kirche in Stara Sagora
- Die Hl.-Nikola-Kirche in Stara Sagora